# Джонстаун (округ Полк, Вісконсин)
Джонстаун (англ. Johnstown) — місто (англ. town) в США, в окрузі Полк штату Вісконсин. Населення — 499 осіб (2020).

## Демографія
Згідно з переписом 2010 року, у місті мешкали 534 особи в 208 домогосподарствах у складі 160 родин. Було 456 помешкань
Расовий склад населення:
| - 82,0 % — білих - 17,2 % — корінних американців |

До двох чи більше рас належало 0,6 %. Частка іспаномовних становила 0,6 % від усіх жителів.
За віковим діапазоном населення розподілялося таким чином: 23,8 % — особи молодші 18 років, 59,0 % — особи у віці 18—64 років, 17,2 % — особи у віці 65 років та старші. Медіана віку мешканця становила 44,5 року. На 100 осіб жіночої статі у місті припадало 98,5 чоловіків;  на 100 жінок у віці від 18 років та старших — 98,5 чоловіків також старших 18 років.
Середній дохід на одне домашнє господарство  становив 64 683 долари США (медіана — 46 875), а середній дохід на одну сім'ю — 75 626 доларів (медіана — 64 688). Медіана доходів становила 45 250 доларів для чоловіків та 34 615 доларів для жінок. За межею бідності перебувало 11,8 % осіб, у тому числі 24,3 % дітей у віці до 18 років та 2,8 % осіб у віці 65 років та старших.
Цивільне працевлаштоване населення становило 245 осіб. Основні галузі зайнятості: освіта, охорона здоров'я та соціальна допомога — 25,7 %, мистецтво, розваги та відпочинок — 16,7 %, виробництво — 12,7 %, роздрібна торгівля — 11,0 %.